# Vester Nykirke Sogn
Vester Nykirke Sogn  ist eine Kirchspielsgemeinde (dän.: Sogn) im südlichen Dänemark. Bis 1970 gehörte sie zur Harde Skast Herred im damaligen Ribe Amt, danach zur Bramming Kommune im erweiterten Ribe Amt, die im Zuge der Kommunalreform zum 1. Januar 2007 in der „neuen“ Esbjerg Kommune in der Region Syddanmark aufgegangen ist.

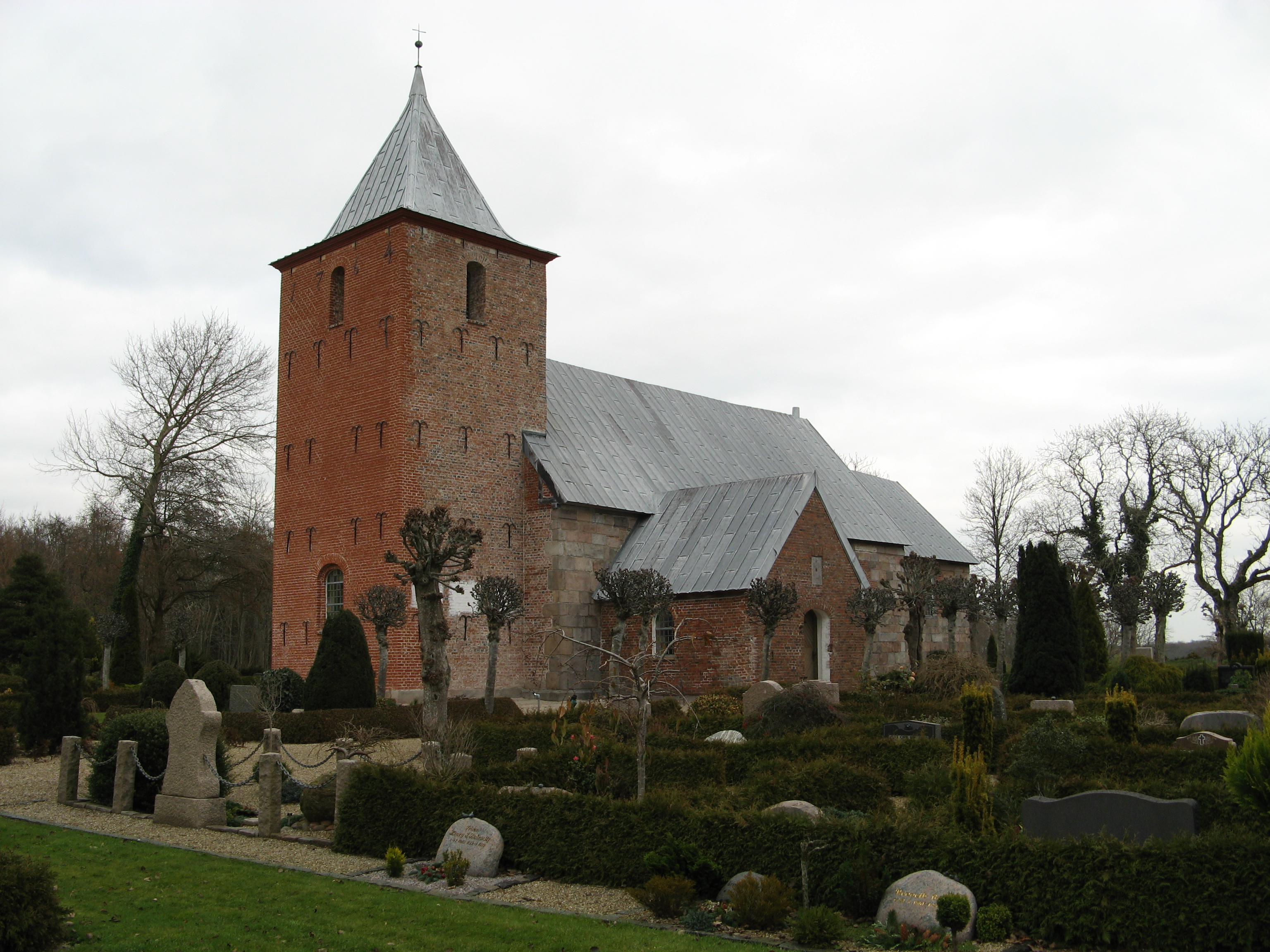
Vester Nykirke

Am 1. Januar 2023 lebten 540 Einwohner im Kirchspiel. Im Kirchspiel liegt die Kirche „Vester Nykirke“, die bereits im 11. Jahrhundert gebaut wurde.
Nachbargemeinden sind im Nordwesten Grimstrup, im Osten im Südosten Vejrup, im Süden Bramming und Sneum sowie Skads im Westen.